# Indalmus grandjeani
Indalmus grandjeani es una especie de coleóptero de la familia Endomychidae.

## Distribución geográfica
Habita en Sumbawa, Java.